# Orbais-l'Abbaye
Orbais-l'Abbaye és un municipi francès, situat al departament del Marne i a la regió del Gran Est. L'any 2007 tenia 579 habitants.

## Demografia

### Població
El 2007 la població de fet d'Orbais-l'Abbaye era de 579 persones. Hi havia 240 famílies, de les quals 76 eren unipersonals (28 homes vivint sols i 48 dones vivint soles), 80 parelles sense fills, 72 parelles amb fills i 12 famílies monoparentals amb fills.
La població ha evolucionat segons el següent gràfic:
Habitants censats

### Habitatges
El 2007 hi havia 326 habitatges, 259 eren l'habitatge principal de la família, 37 eren segones residències i 30 estaven desocupats. 293 eren cases i 31 eren apartaments. Dels 259 habitatges principals, 173 estaven ocupats pels seus propietaris, 82 estaven llogats i ocupats pels llogaters i 4 estaven cedits a títol gratuït; 4 tenien una cambra, 18 en tenien dues, 41 en tenien tres, 65 en tenien quatre i 131 en tenien cinc o més. 164 habitatges disposaven pel capbaix d'una plaça de pàrquing. A 126 habitatges hi havia un automòbil i a 80 n'hi havia dos o més.

### Piràmide de població
La piràmide de població per edats i sexe el 2009 era:
| Homes | Edats   | Dones |
| ----- | ------- | ----- |
| 0     | 95 o +  | 0     |
| 0     | 90 a 94 | 4     |
| 0     | 85 a 89 | 4     |
| 0     | 80 a 84 | 0     |
| 8     | 75 a 79 | 8     |
| 12    | 70 a 74 | 24    |
| 28    | 65 a 69 | 28    |
| 12    | 60 a 64 | 12    |
| 16    | 55 a 59 | 24    |
| 16    | 50 a 54 | 16    |
| 12    | 45 a 49 | 16    |
| 20    | 40 a 44 | 8     |
| 32    | 35 a 39 | 16    |
| 24    | 30 a 34 | 16    |
| 40    | 25 a 29 | 12    |
| 20    | 20 a 24 | 24    |
| 13    | 15 a 19 | 8     |
| 32    | 10 a 14 | 16    |
| 16    | 5 a 9   | 8     |
| 28    | 0 a 4   | 16    |

## Economia
El 2007 la població en edat de treballar era de 358 persones, 282 eren actives i 76 eren inactives. De les 282 persones actives 260 estaven ocupades (145 homes i 115 dones) i 22 estaven aturades (8 homes i 14 dones). De les 76 persones inactives 27 estaven jubilades, 15 estaven estudiant i 34 estaven classificades com a «altres inactius».

### Ingressos
El 2009 a Orbais-l'Abbaye hi havia 253 unitats fiscals que integraven 588 persones, la mediana anual d'ingressos fiscals per persona era de 16.153 €.

### Activitats econòmiques
Dels 28  establiments que hi havia el 2007, 1 era d'una empresa alimentària, 4 d'empreses de fabricació d'altres productes industrials, 7 d'empreses de construcció, 5 d'empreses de comerç i reparació d'automòbils, 4 d'empreses de transport, 2 d'empreses d'hostatgeria i restauració, 1 d'una empresa financera, 1 d'una empresa de serveis, 1 d'una entitat de l'administració pública i 2 d'empreses classificades com a «altres activitats de serveis».
Dels 13 establiments de servei als particulars que hi havia el 2009, 1 era una oficina de correu, 2 paletes, 1 fusteria, 2 lampisteries, 1 electricista, 2 empreses de construcció, 2 perruqueries i 2 restaurants.
Dels 3 establiments comercials que hi havia el 2009, 1 era una botiga de més de 120 m², 1 una botiga de menys de 120 m² i 1 una fleca.
L'any 2000 a Orbais-l'Abbaye hi havia 10 explotacions agrícoles que ocupaven un total de 1.440 hectàrees.

## Equipaments sanitaris i escolars
L'únic equipament sanitari que hi havia el 2009 era una farmàcia.
El 2009 hi havia 1 escola maternal i 1 escola elemental.

## Poblacions més properes
El següent diagrama mostra les poblacions més properes.